# Ртутьлитий
Ртутьли́тий — бинарное неорганическое соединение, интерметаллид
лития и ртути
с формулой LiHg,
кристаллы.

## Получение
- Сплавление стехиометрических количеств чистых веществ в инертной атмосфере:

{\displaystyle {\mathsf {Li+Hg\ {\xrightarrow {595^{o}C}}\ LiHg}}}

## Физические свойства
Образует кристаллы кубической сингонии, пространственная группа P m3m, параметры ячейки a = 0,3294 нм, Z = 1, структура типа хлорида цезия CsCl.
Соединение конгруэнтно плавится при температуре 595 °C.